# William Gascoyne-Cecil
Lord Rupert Ernest William Gascoyne-Cecil (* 9. März 1863 in Hatfield House, Hertfordshire; † 23. Juni 1936) war ein britischer Adliger und anglikanischer Theologe. Er war von 1916 bis 1936 Bischof von Exeter in der Church of England.

## Leben
Er war der zweite Sohn des britischen Premierministers Robert Gascoyne-Cecil, 3. Marquess of Salisbury, und der Georgina Alderson. Er besuchte das Eton College und  schloss sein Studium am University College der Universität Oxford als Doctor of Divinity ab.
1887 wurde er zum Priester geweiht. Von 1887 bis 1888 war er Hilfspriester (Curate) in Great Yarmouth in Norfolk und von 1888 bis 1916 Gemeindepfarrer (Rector) von Bishop’s Hatfield in Hertfordshire. Zudem war der von 1904 bis 1916 Landdekan (Rural Dean) von Hertfordshire. 1909 wurde er Ehren-Hofkaplan für König Eduard VII. und 1910 Ehren-Kanoniker von St. Albans.
1916 wurde er schließlich Bischof von Exeter und hatte dieses Amt bis zu seinem Tod 1936 inne.
Am 16. August 1887 heiratete er Lady Florence Mary Bootle-Wilbraham, Tochter des Edward Bootle-Wilbraham, 1. Earl of Lathom. Mit ihr hatte er vier Söhne und drei Töchter.

## Werke
- Science and Religion, Changing China. 1910.
- Difficulties and Duties. Being the Substance of a Charge Given on His Primary Visitation. Ca. 1919.